# Lauren Lappin
Lauren Elizabeth Lappin (Anaheim, 26 giugno 1984) è una giocatrice di softball statunitense.
Gioca nel ruolo di ricevitore (catcher).
Alla Loara High School ha giocato a softball e calcio e nel 2002 è stata eletta sportiva dell'anno della contea di Orange. Ha frequentato l'università di Stanford giocando nella sua squadra di softball.
Con la nazionale statunitense ha vinto una medaglia d'oro alla Canada Cup del 2003 (in questo torneo è stata eletta miglior giocatrice in difesa), ai giochi panamericani del 2007 e alla World Cup dello stesso anno e una medaglia d'argento alle Olimpiadi del 2008.

## Vita personale
Lappin ha dichiarato di essere lesbica.